# Idiocera curticellula
Idiocera curticellula är en tvåvingeart som först beskrevs av Alexander 1930.  Idiocera curticellula ingår i släktet Idiocera och familjen småharkrankar.
Artens utbredningsområde är Taiwan. Inga underarter finns listade i Catalogue of Life.